# Cross Romance
《Cross Romance》（クロス・ロマンス ～恋と麻雀と花札と～）是日本物產株式會社（Nichibutsu）於1997年3月28日在PlayStation平台上發行的戀愛冒險遊戲，同年10月9日發行Sega Saturn版，1999年12月22日推出廉價版（2,800日幣）。此遊戲嘗試將戀愛、麻將、花札三個元素集結在一起，並主打14名豪華的聲優陣容。Sega Saturn版因為多了泳裝和沐浴的CG所以被列為18歲以上的年齡限制。

## 遊戲概要
舞台在全國高中生麻將大會。為爭奪最強的頭銜，身為關東代表，大會中唯一男性選手的主角（玩家），必須一邊要把大會優勝當作目標，一邊要在大會舉辦的六天內，利用比賽以外的空閒時間，和女性角色互動，達成戀愛的快樂結局。

## 登場人物
原田 彌生（はらだ やよい）聲：淺田葉子
私立優瑛女子高校2年級
身高：158cm、體重：45kg
麻將大會的執行委員。因小時候身體不太好，被父母限制外出，所以造成內向和頑固的性格。不太擅長和異性接觸，對男性抱持著警戒心，特別是對軟弱的男性感到厭惡。
坂本 杏子（さかもと きょうこ）聲：今井由香
都立京英高校2年級
身高：162cm、體重：46kg
和主角是國中時的同班同學。國中時因個性內向常被班上孤立著，只有主角是能了解她的人，所以視主角為初戀對象。後來主角轉學，父母也在那時離婚，性格受到改變，高中入學後以新的形象重新出發。和繪里香認識。
中岡 忍（なかおか しのぶ）聲：國府田麻理子
都立緋霧高校2年級
身高：156cm、體重：44kg
主角現任的同班同學，有點像女主角的存在。個性溫柔開朗，從一年級就和主角相處的非常親近，也暗中喜歡主角。因為害怕主角在大會期間會和別的女性關係變得很好，所以每天都通勤到會場為主角聲援。
西園寺 繪里香（さいおんじ えりか）聲：興梠里美
私立明鳳女子學院高校1年級
身高：153cm、體重：41kg
西園寺財團的大小姐，是女性家族的繼承者。個性總是充滿朝氣。在上學的途中見過主角後，就對主角一見鍾情，看到主角臉馬上會變紅。對料理不太拿手。
桂 真弓（かつら まゆみ）聲：平松晶子
私立絢波女子高校2年級
身高：166cm、體重：49kg
本次大會的主辦者，桂商業集團的獨生女。自尊心和自我意識很強，討厭暴力，不過卻也認為沒有力量的男生是沒有價值的。對有著相同境遇的繪里香很在意，當她知道繪里香喜歡”庶民”主角時，感到很不可思議。
大久保 薰（おおくぼ かおる）聲：長澤美樹
私立西条學園高校2年級
身高：161cm、體重：46kg
本作的隱藏人物，必須在遊戲的一開始到達神社才能遇到她。外表雖然看起來像男孩子，但卻對料理和裁縫很拿手。和主角以前是唸同一所國中，也一樣對主角有思慕之情。
若松 佳世（わかまつ かよ）聲：篠原惠美
私立白鳳高校3年級
身高：163cm、體重：48kg
北海道地區的代表
和主角在一起度過小學幼年的時期，後來因父母親工作因素而轉校。離開前，主角曾和她許過要再次一起玩麻將的約定。為了這約定她努力當上了北海道代表，而沒想到主角事後卻忘記了，所以對主角十分仇視。
近藤 茜（こんどう あかね）聲：柊美冬
縣立鏡璃高校3年級
身高：165cm、體重：52kg
東北地區代表
個性成熟，有點像大姊姊的角色，很喜歡作弄主角。雖然對感情方面看起來很輕浮，但其實容易感到寂寞，也很怕受到傷害。在大會期間得知前男友與其他女性交往後十分沮喪。
森 早苗（もり さなえ）聲：水谷優子
私立靜櫻女子高校2年級
身高：159cm、體重：45kg
四國地區代表
典型的我行我素的女生，特別喜歡動物，尤其是爬蟲類。因為一天也不想和重要的寵物分開，所以把寵物帶到會場，討厭會欺負動物的人。寵物是變色龍「亞當」。
鳥羽 千夏（とば ちなつ）聲：松井菜櫻子
私立翠明館學院高校2年級
身高：152cm、體重：39kg
中國地區代表
外表是小學生，精神狀態像國中生，實際上是高中生。雖然如此，學業成績常常是班上最好的。對所有事情都很感興趣，有著旺盛的行動力。
伏見 由花里（ふしみ ゆかり）聲：冰上恭子
私立久我野女子學院高校3年級
身高：156cm、體重：42kg
九州地區代表
在這個時代像「大和撫子」般的女孩子。九州的本家是歷史上世世代代神社的神主，就小就接受巫女的教育。擁有不可思議的力量，對占卜很拿手。
艾琳·哈里斯（アイリーン‧ハリス）聲：佐佐木庸子
私立青葉丘學園高校3年級
身高：168cm、體重：52.5kg
近畿地區代表
祖父是日本人，從美國來到日本做交換學生，現在住在關西的祖父家。常講著和關西當地方言不完全融合的奇怪日語。很喜歡新選組，所以喜歡感覺像武士那樣的男生。
夏目 沙耶加（なつめ さやか）聲：岡村明美
縣立漣高校2年級
身高：171cm、體重：52.5kg
沖繩地區代表
因為長期生長於沖繩，所以對都市很憧憬，參加本次大會的動機其實是為了到東京來。對購物很感興趣，到後期會不惜蹺掉比賽，拖主角下水去逛東京。
主人公
都立緋霧高校2年級
身高：不明、體重：不明
關東地區代表
本作的主角也就是玩家，並沒有固定的名字，需要玩家替他取名。為了本大會，頭上綁著紅色頭巾。個性上是典型的淘氣鬼角色，乍看下有點廢柴，實際上是心地正直的好青年。常被一些女性角色評為要說實力的話，大概只有嘴巴吧。
織田 麻理（おだ まり）聲：西村千奈美
身高：不明、體重：不明
麻將大會的司儀，在遊戲中只能聽到聲音而看不到本人，唯有在遊戲導覽時可以看到她Q版的樣子。

## 製作人員
- 企劃／劇本：堀川和良
- 人物設計：下山たけし
- 主要程式：熊本浩之
- 系列構成：下山たけし
- 設計工作：榎本惠、兵頭由紀、中林美芳
- 音樂／效果音：吉田健志
- 開頭製作：寺田朋朗
- 色彩設定：榎本惠、中林美芳、寺田朋朗
- 動畫編輯：堀川和良、大森英人
- 聲音編輯：田中孝則、吉田健志、堀川和良
- 音響監督：山口健、ボンバー佐藤
- 錄音編輯：宮崎朋彥
- 主題曲製作人：室井浩太朗
- 音樂監督：白石慶一
- 企劃／制作：日本物產株式會社

## 主題曲
片頭曲
作詞：堀川和良，作曲：吉田健志，編曲：吉田健志、安井步，合音：河合夕子，歌：西村千奈美
片尾曲『Memories』
作詞：堀川和良，作曲：吉田健志，編曲：吉田健志、安井步，合音：河合夕子，歌：西村千奈美

## 相關
- 麻雀派對跟水著美女打幾圈

## 外部連結
- （日語）日本物產株式會社
- Cross Romance影片（页面存档备份，存于）